# Naucine
Naucine (în ucraineană Научне) este o așezare de tip urban din raionul Bahcîsarai, Republica Autonomă Crimeea, Ucraina. În afara localității principale, nu cuprinde și alte sate.
Aici se află Observatorul astrofizic din Crimeea, la care au fost realizate numeroase descoperiri astronomice, în special de soții Nikolai și Liudmila Cernîh.

## Demografie
Componența lingvistică a așezării de tip urban Naucine
     Rusă (92,12%)
     Ucraineană (7,24%)
     Alte limbi (0,54%)
Conform recensământului din 2001, majoritatea populației așezării de tip urban Naucine era vorbitoare de rusă (92,12%), existând în minoritate și vorbitori de ucraineană (7,24%).